# حسین صبحدل
حسین صبحدل (زادهٔ ۱۳۱۰ در تهران - درگذشته ۱۳ آبان ۱۳۸۸ در تهران)، مؤذن مشهور و مدیر و تهیه‌کننده برنامه‌های مذهبی رادیو در اوایل انقلاب اسلامی ایران و معروف به مؤذن انقلاب بود.

## زندگی‌نامه
حسین صبحدل در سال ۱۳۱۰ در میدان محمدیه تهران متولد شد. وی پس از گذران دوران کودکی در فعالیت‌هایی چون مؤذنی در مساجد و هیئت‌های مذهبی، بعدها مدیریت برنامه‌های مذهبی اشخاصی چون سید محمود طالقانی، علی شریعتی و عبدالکریم سروش را به عهده گرفت.
پس از پیروزی انقلاب اسلامی در سال ۱۳۵۷، وی مدت‌ها مسئولیت برنامه‌های مذهبی رادیو را به عهده داشت و از مسئولان رده بالای صدا و سیما در آن دوران بود. اثر مشهور ربنا که با اجرای محمدرضا شجریان ماندگار شد و همچنین آواز عرفانی سحرگهان از آثار قاسم رفعتی، از جمله فعالیت‌های حسین صبحدل در مدت حضورش در رادیو بود. از دیگر برنامه‌های مذهبی، فرهنگی و هنری صبحدل، تلاش و ابتکار وی در خلق بیش از ۱۳۰۰ اثر رادیویی در آن سال‌ها بود.
حسین صبحدل در میانه سال ۱۳۸۵ دچار بیماری ریوی شد و سرانجام در ۱۳ آبان ۱۳۸۸ در سن ۷۸ سالگی درگذشت.

## ویژگی اذان
حسین صبحدل از مؤذنانی بوده است که تسلط کافی بر زوایای موسیقی ایرانی داشت و همین ویژگی باعث پیدایش اذان مشهور او در مایه بیات ترک شد. صبحدل همچنین اذانی هم در ماهور دارد و بسیاری از صاحب نظران، اذان صبحدل و مؤذن‌زاده را هم پهلو و در ردیف هم می‌دانند که سخت است اذان یکی را نسبت بر دیگری برتر دانست.
اذان صبحدل در زمره اولین اذان‌های جایگزین در رادیو و تلویزیون ایران پس از انقلاب اسلامی ۱۳۵۷ و آخرین اذان‌های شکوهمند در سه دهه قبل است.
مرتضی مطهری در وصیت خود درخواست کرده بود: «هر وقت جنازه من را از زمین برمی‌دارید، اذان صبحدل را پخش کنید».